# Dom Domi
Dominique Vandael alias Dom Domi ist ein belgischer Comicautor.

## Werdegang
Dom Domi bot als junger Autor insgesamt sieben Kurzgeschichten für Lucky Luke an. Morris akzeptierte fünf Kurzgeschichten und setzte mit Die Kamelmine, Fass, Rantanplan! und Ein Lappe in Kanada drei davon um. Die Kamelmine wurde 1982 in Der Galgenstrick und andere Geschichten im Album veröffentlicht. Die anderen beiden erst 2014 im Album Ein Menü mit blauen Bohnen. Als 2001 der Band Der Kunstmaler veröffentlicht wurde, erhob Dom Domi Plagiatsvorwürfe gegen Morris und Bob de Groot.